# 派耶特海梅区
派耶特海梅区（芬蘭語：Päijät-Häme），或译为派亞特海梅區，是芬蘭的一個行政區。2021年时面積6,942平方公里，2021年6月时人口205,962人。區府拉赫蒂。

## 市镇
派耶特海梅区分为十个市镇，其中3个使用“城市”称呼（粗体字）：
- 阿西卡拉
- 哈尔托拉
- 黑诺拉
- 霍洛拉
- 伊蒂
- 凯尔克莱
- 拉赫蒂
- 奥里马蒂拉
- 帕达斯约基
- 叙斯迈

伊蒂市镇原属屈米河谷区，2021年1月1日起加入本区。